# Козель, Сергей Максимович
Сергей Максимович Козель (род. 5 июля 1986) — российский дзюдоист, бронзовый призёр первенства России среди юниоров 2005 года, бронзовый призёр первенства России среди молодёжи 2006 года, серебряный (2010) и бронзовый (2008) призёр чемпионатов России среди взрослых, победитель открытого чемпионата Бельгии 2009 года, победитель и призёр международных турниров.
В декабре 2012 года ему было присвоено звание мастер спорта России международного класса.

## Спортивные результаты
- Первенство России по дзюдо среди юниоров 2005 года — ;
- Первенство России по дзюдо среди молодёжи 2006 года — ;
- Чемпионат России по дзюдо 2008 года — ;
- Открытый чемпионат Бельгии 2009 года — ;
- Чемпионат России по дзюдо 2010 года — ;
- Этап Кубка Европы по дзюдо 2011 года, Белград — ;
- PJC World Cup Miami, 2012 год — ;
- PJC World Cup San Salvador, 2012 год — ;